# Propaganda (Bernays)
Propaganda (erstmals erschienen 1928) ist Edward L. Bernays’ bekannteste Publikation, die nach Crystallizing Public Opinion (1923) als sein zweites grundlegendes Werk zur modernen Propaganda und Öffentlichkeitsarbeit (Public Relations) betrachtet wird.

## Entstehung
Nach Robert Ezra Parks Vorarbeit zum Thema „Masse und Publikum“ (1903) gehörte Bernays mit Ivy Lee zu den Begründern der modernen Propagandatheorie und Public-Relations-Forschung. Nach der Auflösung des Committee on Public Information (CPI), in dem er während des Ersten Weltkriegs mitgearbeitet hatte, schloss er sich nicht wie John Dewey der humanistisch orientierten Kritik an der Kriegspropaganda an, sondern dehnte die Erfahrungen auf den Bereich der kommerziellen Werbung und der politischen Öffentlichkeitsarbeit aus.
Er griff hauptsächlich auf die massenpsychologisch orientierten Arbeiten Le Bons, William Monroe Trotters und Everett Dean Martins zurück. Darüber hinaus revolutionierte er die Theorie der Propaganda aber durch Anwendung der Psychoanalyse seines Onkels Sigmund Freud. Damit erfasste er die Möglichkeiten, das Verhalten der Menschen über den unbewussten Teil der Psyche zu beeinflussen und zu steuern. Zur selben Zeit wurde er durch die Lektüre der Werke Walter Lippmanns dazu angeregt, dessen eher theoretische Konzepte „in die Praxis persuasiver Kommunikation“ zu übertragen.
Michael Kunczik sieht in Bernays’ Werk den ersten Versuch einer Verbindung der beiden Denkrichtungen der Soziologie, die die Gesellschaft entweder als quasi-biologische stabile Ordnung oder als triebgesteuerte Masse aus im Einzelnen vernunftbegabten Individuen betrachteten.

## Inhalt
In 11 Kapiteln untersucht Bernays die Aufgabe der Propaganda, das „Chaos der Information“ zu organisieren, er stellt die Wirkungsweise der neuen Propaganda und Propagandisten dar und analysiert die Psychologie der Öffentlichkeitsarbeit. Weitere Schwerpunkte sind das Verhältnis von Propaganda und politischer Führung, die Rolle der Frauen, die Propaganda in den Bereichen Bildung, Soziale Dienste, Kunst und Wissenschaft. Das letzte Kapitel ist der „Mechanik der Propaganda“ gewidmet.

Bernays geht von der Notwendigkeit aus, ein modernes demokratisches Staatswesen mittels Öffentlichkeitsarbeit zu lenken, wenn es überhaupt funktionstüchtig sein soll, und definiert moderne Propaganda als  
„das stetige, konsequente Bemühen, Ereignisse zu formen oder zu schaffen mit dem Zweck, die Haltung der Öffentlichkeit zu einem Unternehmen, einer Idee oder einer Gruppe zu beeinflussen.“

## Bedeutung
Propaganda ist frei vom üblichen PR-Jargon und legt in klarer Sprache dar, worin sich Public Relations von Werbung unterscheidet. Es wird erklärt, warum und wie die Meinung der Massen gesteuert wird. Es wird erläutert, wie sich unbewusste Konsumwünsche wecken oder auch politische Maßnahmen durchsetzen lassen. Somit ist Propaganda bis heute ein gültiges Standardwerk der Unternehmens- und Regierungskommunikation und von ähnlicher Bedeutung wie die Strategie-Klassiker von Machiavelli und Clausewitz.
Für den Autor bildet das Werk u. a. die Grundlage seiner „Big Think“-PR-Kampagnen, die sich dadurch auszeichneten, dass sie eine große Zahl von Akteuren mit in die PR-Kampagnen einbezogen. Die neue Propaganda nach Bernays erfasst die Öffentlichkeit in ihrem Denken und Handeln nicht als bloße einzelne Individuen, sondern als eng miteinander verbundenes Gebilde aus untereinander abhängigen Zellen:
„Sie [die neuen Propagandatechniken] befassen sich nicht mehr nur mit dem Individuum oder der Gesellschaft als Ganzes. Sie widmen sich vielmehr auch und vor allem der Anatomie der Gesellschaft mit ihren zahllosen, verästelten und miteinander verwobenen Gruppierungen. Sie sehen den Einzelnen nicht nur als Zelle innerhalb der Gesellschaft, sondern als Zelle, die in gesellschaftlichen Einheiten organisiert ist. Wird der Nerv des Organismus 'Gesellschaft' an einem sensiblen Punkt gereizt, wird automatisch eine Reaktion bei bestimmten anderen Elementen dieses Organismus hervorgerufen.“ (S. 34)
Bernays sah nicht nur die technischen Möglichkeiten für eine landesweite Steuerung der öffentlichen Meinung gegeben, sondern auch die Notwendigkeit dies zu tun:
„Je komplexer unsere Zivilisation wird und je deutlicher sich zeigt, wie nötig die im Hintergrund arbeitenden Führungsinstanzen sind, desto konsequenter werden die technischen Mittel zur Steuerung der öffentlichen Meinung entwickelt und eingesetzt. Mithilfe von Druckerpresse, Zeitung, Eisenbahn, Telefon, Telegraph, Radio und Flugzeug können Gedanken rasch, ja sogar zeitgleich im ganzen Land verbreitet werden.“ (S. 21)

## Rezeption und Wirkungsgeschichte
Bernays’ Buch wird als Gegenstück zu Walter Lippmanns ein Jahr zuvor veröffentlichtem Werk Die öffentliche Meinung interpretiert: Zwar äußerte sich Bernays selbst zustimmend über Lippmanns Arbeit und meinte, seine eigenen Überlegungen seien nur die praktische Umsetzung von Lippmanns theoretischen Ansätzen. Allerdings interpretierte Lippmann die Steuerung und Manipulation der öffentlichen Meinung als Gefahr für die Demokratie, während Bernays die Instrumente der PR als nützlich und positiv einstufte.
Das Werk Propaganda wurde 2007 erstmals auf Deutsch übersetzt. Das Vorwort schrieb Ulrich Kienzle.

## Zitat
„Wenn der Abstand zwischen der intellektuellen Klasse und der praktischen Klasse zu groß ist“, sagt der Historiker Henry Thomas Buckle, „dann besitzt die erste keinen Einfluss, und die zweite wird keinen Vorteil davon haben.“